# サマーセット島

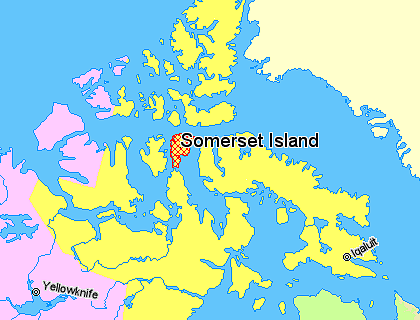
サマーセット島の位置

サマーセット島（サマーセットとう、Somerset Island）は、カナダ北部の北極諸島にある島（無人島）。ヌナブト準州に属する。幅2kmのBellot海峡で南にあるブーシア半島から切り離されている。面積は24,786km2あり世界で第45位、カナダでは第12位。
紀元1000年頃、サマーセット島の北岸にチューレ人が住んでいた遺跡が残っている。1851年にイギリスの探検家ジェイムズ・クラーク・ロスが探検した。1930年、ハドソン湾会社が島の南東端のフォート・ロスに拠点を建設したが、11年後に放棄され島は無人になった。